# Municipio de Pottawatomie (condado de Pottawatomie)
El municipio de Pottawatomie (en inglés: Pottawatomie Township) es un municipio ubicado en el condado de Pottawatomie en el estado estadounidense de Kansas. En el año 2010 tenía una población de 601 habitantes y una densidad poblacional de 3,87 personas por km².

## Geografía
El municipio de Pottawatomie se encuentra ubicado en las coordenadas 39°20′6″N 96°27′16″O / 39.33500, -96.45444. Según la Oficina del Censo de los Estados Unidos, el municipio tiene una superficie total de 155.16 km², de la cual 154,62 km² corresponden a tierra firme y (0,35 %) 0,54 km² es agua.

## Demografía
Según el censo de 2010, había 601 personas residiendo en el municipio de Pottawatomie. La densidad de población era de 3,87 hab./km². De los 601 habitantes, el municipio de Pottawatomie estaba compuesto por el 98,34 % blancos, el 0,67 % eran afroamericanos, el 0,17 % eran amerindios, el 0,17 % eran isleños del Pacífico, el 0,33 % eran de otras razas y el 0,33 % eran de una mezcla de razas. Del total de la población el 1 % eran hispanos o latinos de cualquier raza.